# O mnie, o tobie, o nas
O mnie, o tobie, o nas – album studyjny polskiego piosenkarza Andrzeja Piasecznego, wydany 13 października 2017 roku nakładem Sony Music Poland. 
Album dotarł do 2. miejsca listy OLiS, uzyskując status złotej płyty.

## Lista utworów
Opracowano na podstawie materiału źródłowego.
1. „Z popiołów” – 4:49
2. „Wszystko dobrze” – 3:31
3. „Na palcach” – 4:27
4. „Czas” – 3:36
5. „My (O mnie, o tobie, o nas)” – 4:27
6. „Twój największy skarb” – 3:56
7. „Cokolwiek potem” – 3:03
8. „God Pride” – 3:26
9. „Do jutra” – 3:49
10. „Ze snów naiwnych” – 6:15